# هنري شيروود لورانس
هنري شيروود لورانس (بالإنجليزية: Henry Sherwood Lawrence)‏ هو عالم مناعة أمريكي، ولد في 22 سبتمبر 1916 في نيويورك في الولايات المتحدة، وتوفي في 5 أبريل 2004.